# Salsoul Records
Salsoul Records was een Amerikaans platenlabel uit New York dat zich specialiseerde in discomuziek.

## Geschiedenis
Het label werd in 1974 opgericht door door de broers Joseph, Kenneth en Stanley Cayre. De broers leidden het bedrijf Caytronics, dat Mexicaanse en Latijns-Amerikaanse muziek verdeelde. De naam Salsoul, een samentrekking van salsa en soul, was de titel van een lp van Joe Bataan uit 1973 op Mericana, een label dat Caytronics toen verdeelde. Dit album werd een cross-oversucces in de R&B-markt. De Cayre-broers verkochten de rechten van het album aan CBS Records en met de opbrengst kwam Salsoul Records tot stand, 
Onder de eerste uitgaven van Salsoul waren "The Bottle" van Joe Bataan en "Salsoul Hustle" van Salsoul Orchestra.  Het Salsoul Orchestra bestond grotendeels uit musici afkomstig uit MFSB, het Philadelphia soul-orkest van Philadelphia International Records. Onder leiding van Vincent Montana Jr. bracht Salsoul Orchestra een dozijn lp's uit op Salsoul, en begeleidde tal van artiesten voor het label.
Salsoul Records bracht platen uit van o.a. Salsoul Orchestra,  Joe Bataan ("Rap-O Clap-O" was een grote hit in 1979), Instant Funk, Loleatta Holloway, Carol Williams, Jocelyn Brown, First Choice, Claudja Barry, Judy Cheeks, Lipstique, Kebekelektrik, Aurra, Bunny Sigler en Gary Criss.
Salsoul bracht rond de 300 disco-maxisingles uit. Het was het eerste label dat remixen liet maken van hun platen door dj's. Het label bracht de eerste commerciële 12-inch-discomixsingle uit, "Ten percent" van Double Exposure geremixt door Walter Gibbons (1976).
Tot de Salsoul Record Company behoorden ook de sublabels Gold Mind, Dream en Tom N' Jerry.
In 1984 stopten de Cayre-broers met Salsoul Records en richtten hun aandacht op de computerspelmarkt met respectievelijk Good Times Home Video en GT Interactive (dat onder andere de spellen Doom, Duke Nukem en Quake uitbracht). Ze bleven wel eigenaar van het Salsoul-label en brachten in de jaren 1990 een aantal platen opnieuw uit.